# Mittelpöllnitz
Mittelpöllnitz é um município da Alemanha localizado no distrito de Saale-Orla, estado de Turíngia.
Pertence ao Verwaltungsgemeinschaft de Triptis.

## Demografia
Evolução da população (31 de dezembro):
| - 1994 - 327 - 1995 - 322 - 1996 - 311 - 1997 - 317 | - 1998 - 323 - 1999 - 327 - 2000 - 336 - 2001 - 330 | - 2002 - 333 - 2003 - 322 - 2007 - 326 |

 Fonte: Thüringer Landesamt für Statistik